# Detroit Cougars
Detroit Cougars byl profesionální americký klub ledního hokeje, který sídlil v Detroitu ve státě Michigan. V letech 1926–1930 působil v profesionální soutěži National Hockey League. Cougars hrály ve své poslední sezóně v Americké divizi. Klubové barvy byly červená a bílá.
Detroit Cougars vstoupil do NHL v roce 1926 ze zaniklé PCHA. Předchůdcem byl celek Victoria Cougars, jeden z nejlepších týmů Severní Ameriky. V NHL strávili 4 sezony, během kterých si "pumy" jednou zahráli v playoff. V sezoně 1928/1929 je ve čtvrtfinále vyřadilo Toronto Maple Leafs. Po sezoně 1929/1930 se tým přejmenoval na Detroit Falcons.

## Slavné osobnosti
- Art Duncan – majitel, trenér, manažer a kapitán
- Jack Adams – trenér a manažer

## Umístění v jednotlivých sezonách
Stručný přehled
Zdroj: 
- 1926–1930: National Hockey League (Americká divize)

Jednotlivé ročníky
Zdroj: 
Legenda: Z - zápasy, V - výhry, VP - výhry v prodloužení, R - remízy, P - porážky, PP - porážky v prodloužení, VG - vstřelené góly, OG - obdržené góly, +/- - rozdíl skóre, B - body, KPW - Konference Prince z Walesu, CK - Campbellova konference, ZK - Západní konference, VK - Východní konference, fialové podbarvení - reorganizace, změna skupiny či soutěže
| USA / Kanada (1926 – 1930) |                       |        |    |    |    |   |    |    |     |     |     |    |        |             |
| Sezóny                     | Liga                  | Úroveň | Z  | V  | VP | R | PP | P  | VG  | OG  | +/- | B  | Pozice | Play-off    |
| 1926/27                    | NHL (Americká divize) | 1      | 44 | 12 | –  | 4 | –  | 28 | 76  | 105 | -29 | 28 | 5.     | Ne          |
| 1927/28                    | NHL (Americká divize) | 1      | 44 | 19 | –  | 6 | –  | 19 | 88  | 79  | +9  | 44 | 4.     | Ne          |
| 1928/29                    | NHL (Americká divize) | 1      | 44 | 19 | –  | 9 | –  | 16 | 72  | 63  | +9  | 47 | 3.     | Čtvrtfinále |
| 1929/30                    | NHL (Americká divize) | 1      | 44 | 14 | –  | 6 | –  | 24 | 117 | 133 | -16 | 34 | 4.     | Ne          |